# International Allelopathy Society
Die International Allelopathy Society (auf Deutsch: Internationale Allelopathievereinigung), kurz auch IAS genannt, ist eine wissenschaftliche Gesellschaft mit dem Interessengebiet der Allelopathie und der allelochemischen Interaktionen zwischen verschiedenen Organismen in verschiedenen Ökosystemen. Sie entstand in der Mitte der 1990er und wurde formal durch ihre erste Satzung 1998 gegründet. Seit 2017 ist Reigosa-Roger Präsident der IAS.
Seit 1996 richtet die IAS alle drei Jahre eine Konferenz zum Thema der Allelopathie aus, die üblicherweise zwischen 200 und 350 Besucher aus verschiedenen Wissenschaftsbereichen hat.  Im Rahmen dieser Veranstaltung werden durch die IAS vier Preise vergeben. Dies sind:
1. Der Molisch Preis für große Leistungen für das Gebiet der Allelopathieforschung.
2. Der Grodzinsky Preis für die beste wissenschaftliche Publikation in den letzten drei Jahren.
3. Der Rice Preis für die beste mündliche Präsentation eines Studenten auf dem Kongress.
4. Der Poster Preis für das beste Poster auf dem Kongress.

Seit dem 7. Kongress 2014 gibt die IAS das Journal of Allelochemical Interactions heraus.

## Präsidenten
Die Präsidenten der IAS wechseln in einem dreijährigen Zyklus.
- 1996–1999 Eloy Rice
- 1999–2002 Francisco Macias
- 2002–2005 Azim Mallik
- 2005–2008 Yoshiharu Fujii
- 2008–2011 Steve Duke
- 2011–2014 Leslie Weston
- 2014–2017 Rensen Zeng
- 2017–2020 Manuel Reigosa-Roger (aktuell)
- 2020–2023 Catherine Fernandez